# Hoffmannia areolata
Hoffmannia areolata är en måreväxtart som beskrevs av Paul Carpenter Standley. Hoffmannia areolata ingår i släktet Hoffmannia och familjen måreväxter.
Artens utbredningsområde är Panamá. Inga underarter finns listade i Catalogue of Life.